# Kalibagor (Kebumen)
Kalibagor is een bestuurslaag in het regentschap Kebumen van de provincie Midden-Java, Indonesië. Kalibagor telt 3619 inwoners (volkstelling 2010).